# Tombeau de Romain Gary
Tombeau de Romain Gary est un essai biographique de Nancy Huston publiée en avril 1995 chez Actes Sud afin de rendre hommage à l'écrivain-diplomate français d'origine russe Romain Gary.

## Résumé
En choisissant la forme musicale funéraire ancienne du tombeau, Nancy Huston se préoccupe d'une recherche formelle bien particulière : l'œuvre est conçue comme une offrande à l'artiste défunt. Si l'essai trouve ses origines dans les éléments biographiques réels de Romain Gary, le texte dépasse largement la dimension purement documentaire comme avait pu le faire Dominique Bona avec son ouvrage homonyme paru en 1987. Comme une portraitiste qui « tutoie » et apostrophe son sujet, Nancy Huston tente de faire avant tout émaner — au travers du filtre de sa propre subjectivité et expérience d'écrivaine exilée et de l'image extérieure objective et observable — l'être intérieur et complexe que fut cet écrivain aux noms et aux visages multiples.

## Éditions
- Actes Sud dans la collection Essai littérature, 1995,  (ISBN 978-2-7427-0313-5)[2]
- Actes Sud dans la collection Babel, 2002,  (ISBN 978-2-7427-3790-1).